# Brecon
Brecon (en galés Aberhonddu) es una villa en el sur de Powys, en Gales. En 2001 su parroquia tenía una población 7.901, la tercera más poblada de Powys por detrás de Newtown y Ystradgynlais. Era la capital del condado histórico de Brecknockshire. Aunque su importancia ha declinado, sigue siendo un centro comercial relevante. En su territorio se encuentra el parque nacional de los Brecon Beacons. Brecon fue el lugar del Eisteddfod Nacional de Gales en 1889. El río Honddu desemboca al río Usk en Brecon, y su nombre galés lleva el nombre del Honddu.
Brecon lleva el nombre de Brychan, un rey irlandés durante el siglo V. Su nombre galés, Aberhonddu, significa Al Estuario del Río Honddu.
Está hermanada con Saline (Míchigan, Estados Unidos) y Gouesnou (Bretaña, Francia).